# روبرت ماهوني
روبرت ماهوني (بالإنجليزية: Robert Mahoney) هو سياسي أمريكي، ولد في 16 أكتوبر 1921 في دولوث في الولايات المتحدة، وتوفي في 30 مارس 2017 في إيست لانسنغ في الولايات المتحدة. حزبياً، نشط في Michigan Democratic Party ‏. وقد انتخب عضو مجلس نواب ميشيغان ‏.